# Chuck Mangione
Pour les articles homonymes, voir Mangione.
Charles Frank Mangione dit Chuck Mangione, né le 29 novembre 1940 à Rochester (État de New York) et mort le 22 juillet 2025 dans la même ville, est un bugliste (et dans une moindre mesure, trompettiste) de jazz américain.
On lui doit notamment le tube jazz-pop Feels So Good, qui a obtenu un succès international en 1978. Depuis le début des années 1960, il a sorti plus de 30 albums et joué avec les plus grands noms du jazz.

## Biographie
Chuck Mangione commence sa carrière avec son frère Gap Mangione (en) au sein des Jazz Brothers, groupe ayant enregistré trois albums pour Riverside Records. 
De 1958 à 1963, il étudie à l'Eastman School of Music puis rejoint les Jazz Messengers d'Art Blakey, prenant la place du trompettiste, jadis occupée par de grands noms tels que Clifford Brown, Kenny Dorham, Bill Hardman ou Lee Morgan.
De 1968 à 1972, Chuck Mangione devient directeur du groupe de jazz de l'Eastman School of Music puis enregistre un concert avec l'orchestre philharmonique de Rochester ainsi que d'autres invités. Son quartet avec le saxophoniste Gerry Niewood est populaire au début des années 1970. Son morceau Chase the Clouds Away est utilisé au cours des Jeux olympiques d'été de 1976 et son Give It All You Got sert de thème pour les Jeux olympiques d'hiver de 1980 qui se sont déroulés à Lake Placid. Il joue en direct à la fin de la cérémonie, laquelle est retransmise dans le monde entier.
Son tube Feels So Good a marqué les esprits, à tel point qu’il a été désigné comme le morceau le plus universellement reconnu depuis le Michelle des Beatles. Récemment, les radios smooth jazz des États-Unis ont choisi Feels So Good comme leur chanson no 1 de tous les temps.[réf. nécessaire] Le morceau est cité dans de nombreux films (dont Fargo (1996), Intolérable cruauté (2003) ou Doctor Strange (2016)) et séries (dont Friends (The One with All the Haste, 1998), Les Simpsons (Ice Cream of Margie: With the Light Blue Hair, 2006) ou South Park (Where My Country Gone?, 2015)).
Chuck Mangione meurt le 22 juillet 2025 à Rochester (État de New York) à l’âge de 84 ans.

## Récompenses
- 1976 : Grammy Award de la meilleure composition instrumentale pour Bellavia[3] ;
- 1978 : Grammy Award de la meilleure performance instrumentale pop pour Children of Sanchez (en)[3] ;
- 1979 : Golden Globe de la meilleure musique de film pour The Children of Sanchez.